# Kunapipi
Kunapipi – bogini-matka w mitologii plemion aborygeńskich, zwłaszcza w północnej Australii u plemion Leagulawulmirree. Jest matką sióstr 
Wauwaluk i nieuchwytną, duchową istotą, która dawniej wędrowała przez kraj jako stara kobieta z gromadą bohaterów i bohaterek. W pradawnych czasach powołała do istnienia kobiety i mężczyzn oraz stworzyła zwierzęta.